# Brasil Pinheiro Machado
Brasil Pinheiro Machado (Ponta Grossa, 12 de dezembro de 1907 — Curitiba, 18 de outubro de 1997) foi um historiador, professor, magistrado, advogado e político brasileiro.
Foi interventor federal no Paraná, de 25 de fevereiro a 6 de outubro de 1946.

## Vida
Filho de Brasil Ribas Pinheiro Machado com Maria Eugênia Pinheiro Machado, na infância estudou em sua cidade natal. Seus primeiros estudos foram no Colégio Becker e Silva. Já na juventude, estudou no Liceu Sagrado Coração de Jesus, na cidade de São Paulo, e o ensino superior, concluiu em 1930, quando bacharelou-se em Direito na Faculdade Nacional de Direito, na capital do país, Rio de Janeiro.
Depois de formado, voltou para Ponta Grossa para atuar em um escritório de advocacia. Em menos de dois anos conquistou tamanho prestigio entre seus conterrâneos, que foi nomeado em 1932, pelo interventor Manoel Ribas, prefeito de Ponta Grossa.
Aderiu ao Integralismo, de Plínio Salgado, tendo sido importante liderança da Ação Integralista Brasileira (AIB) no Paraná, atuando como coordenador do movimento no estado.
Era casado com Susana Pinheiro Machado, com quem teve quatro filhos.
Morreu em Curitiba no dia 18 de outubro de 1997.

## Realizações
Em 1934, disputou uma cadeira para a Assembleia Constituinte do Paraná. Eleito deputado estadual, assumiu em 1935 e tornando-se o relator da nova Carta estadual. Seu mandato durou até 10 de novembro de 1937, quando o golpe do Estado Novo suprimiu todos os órgãos legislativos do país.
Em 1939, transferiu-se definitivamente para a capital, Curitiba, para assumir o cargo de Procurador Geral do Estado do Paraná em 11 de abril. O cargo de procurador, exerceu em duas etapas. Em sua primeira etapa, permaneceu até outubro de 1945, mas foi renomeado para o cargo em 7 de janeiro de 1946, exercendo suas funções até 25 de fevereiro de 1947. Foi neste segundo período que seu nome entrou numa lista quádrupla enviada ao presidente Eurico Gaspar Dutra para o cargo de Interventor Federal do Paraná. Sendo o escolhido, exerceu o cargo de 25 de fevereiro a 6 de outubro de 1946.
Após desgastar-se com a bancada que representava o estado na Câmara Federal (principalmente com o deputado federal Gomy Júnior) e muito em relação às eleições para o governo estadual, gerando uma crise política no seu governo, renunciou o cargo, sendo substituído pelo coronel Mário Gomes da Silva.
Com a criação do Tribunal de Contas do Estado do Paraná, em 1947, foi nomeado conselheiro e juiz da primeira estrutura organizacional do tribunal. Em 1948, licenciou-se para assumir a cadeira de deputado federal pelo PSD, na vaga deixada pela morte do jornalista Acir Guimarães. Ao fim do mandato, retornou, em 1951, para o tribunal de contas onde aposentou-se, em 1966, após o termino do mandato de presidente da instituição, quando foi eleito para o cargo no início do ano de 1965.
Também foi fundador, professor e diretor do Ginásio Regente Feijó, em Ponta Grossa, entre 1931 e 1938, e professor de História e diretor da Faculdade de Filosofia da Universidade Paraná (atual UFPR), além de professor de Filosofia da Universidade Católica do Paraná entre 1939 e 1962. 
Foi poeta e historiador, editando obras como: "Quatro poemas" (1928), "Sinopse da história regional do Paraná" (1951) e "História do Paraná" (em coautoria com Cecília Maria Westphalen e Altiva Pilatti, 1967).
Em 1999 foi homenageado pela Academia de Letras dos Campos Gerais sendo o patrono da cadeira número 9.